# Lokpriya Gopinath Bordoloi International Airport
Lokpriya Gopinath Bordoloi International Airport (engelska: Guwāhāti International Airport, assamesiska: লোকপ্ৰিয় গোপীনাথ বৰদলৈ আন্তঃৰাষ্ট্ৰীয় বিমানবন্দৰ, marathi: लोकप्रिय गोपीनाथ बोरदोलोई आंतरराष्ट्रीय विमानतळ, malayalam: ലോൿപ്രിയ് ഗോപിനാഥ് ബോർഡൊലോയ് അന്താരാഷ്ട്രവിമാനത്താവളം, hindi: लोकप्रिय गोपीनाथ बारदोलोइ अंतर्राष्ट्रीय विमानक्षेत्र) är en flygplats i Indien.   Den ligger i delstaten Assam, i den östra delen av landet, 1 400 km öster om huvudstaden New Delhi. Lokpriya Gopinath Bordoloi International Airport ligger 49 meter över havet.
Terrängen runt Lokpriya Gopinath Bordoloi International Airport är platt åt nordväst, men åt sydost är den kuperad. Runt Lokpriya Gopinath Bordoloi International Airport är det tätbefolkat, med 286 invånare per kvadratkilometer. Närmaste större samhälle är Guwahati, 18,2 km nordost om Lokpriya Gopinath Bordoloi International Airport. I omgivningarna runt Lokpriya Gopinath Bordoloi International Airport växer i huvudsak blandskog.